# Txernoússovo
Txernoússovo (en rus: Черноусово) és un poble de l'óblast de Tula, a Rússia, segons el cens del 2010 tenia 5 habitants.